# Werner Ladiges
Werner Ladiges (Werner August Franz Louis Ladiges, né le 15 août 1910 à Hambourg, mort le 13 novembre 1984 ib.) est un zoologiste et ichtyologue allemand.

## Biographie
Werner Ladiges a étudié la zoologie à Innsbruck et à Hambourg, où il a reçu son doctorat en 1934.
Il travaille au Musée zoologique de Hambourg en tant qu'ichtyologue et est connu des aquariophiles notamment comme rédacteur en chef de la revue d'aquariophilie TI - Tatsachen und Informationen aus der Aquaristik publiée par le fabricant d'accessoires Tetra GmbH.

## Hommages
Le genre Ladigesia Géry, 1968 lui a été dédié en son honneur ainsi que Marosatherina ladigesi Ahl, 1936,  un poisson de la famille des Melanotaeniidae